# District de Nandyal
Le district de Nandyal, officiellement appelé district Dr. B. R. Ambedkar Konaseema, est un district de l'État indien de l'Andhra Pradesh en Inde. 
Le siège du district est situé à Nandyal. Le district est créé le 4 avril 2022.
Selon le recensement de l'Inde de 2011, le district compte une population de 1 781 777 habitants.